# ПРО А-35М
ПРО А-35М — это система противоракетной обороны, предназначенная для защиты Москвы от атак баллистических межконтинентальных ракет.

## История
Модернизация системы А-35 (система А-35М) задана постановлением ЦК КПСС и Совета министров СССР от 11 июня 1975 г. № 504—149. Принята на вооружение Советской армии постановлением ЦК КПСС и Совета министров СССР от 28 декабря 1977 г. № 1134—368. Снята с вооружения в декабре 1995 года.

## Состав
Состав системы А-35М:
- Главный командно-вычислительный центр (ГКВЦ).
- 8 стрельбовых комплексов в составе радиолокатора канала цели (РКЦ), двух радиолокаторов канала изделия (РКИ) и четырёх подъемно-стартовых установок.
- Противоракеты А-350Р (боекомплект — 32).
- Радиолокационный узел дальнего обнаружения «Дунай-ЗМ».
- Секторная радиолокационная станция дальнего обнаружения «Дунай-ЗУ».
- Система передачи данных.
- Внешняя система передачи данных в Центр контроля космического пространства и Командный пункт системы предупреждения о ракетном нападении.
- Техническая позиция.

## Характеристики системы
- Тип поражаемой цели — одиночная сложная баллистическая цель (СБЦ), образованная БР среднего и дальнего действия (типа «Посейдон», «Минитмен») с разделяющейся головной частью (до 10 боевых блоков) и средствами преодоления ПРО без активных помех и дипольных отражателей с общим числом элементов до 16.
- Зона поражения стрельбового комплекса:
  - по дальности — 80-520 (640) км
  - по высоте — 50-350 км
- Дальность полёта:
  - минимальная — 80 км
  - максимальная — 520 (640) км
- Высота поражения:
  - минимальная — 50 км
  - максимальная — 350 км
- Количество одновременно сопровождаемых элементов цели:
  - всеми РКЦ системы — 16,
  - радиолокационным узлом «Дунай-ЗМ» — 32,
  - радиолокационной станцией «Дунай-ЗУ» — 500
- Количество одновременно наводимых противоракет А-350Р — 16

## Противоракета А-350Р
Противоракета А-350Р — двухступенчатая управляемая ракета, выполненная по нормальной аэродинамической схеме с Х-образным расположением крыльев и рулей-элеронов.
- Длина — 19,8 м
- Диаметр корпуса (максимум) — 2,57 м
- Стартовая масса — 33000 кг
- Тип боевой части — специальная.

## Сравнительная характеристика
| Основные сведения и тактико-технические характеристики стратегических комплексов (систем) противоракетной обороны СССР и России | Основные сведения и тактико-технические характеристики стратегических комплексов (систем) противоракетной обороны СССР и России | Основные сведения и тактико-технические характеристики стратегических комплексов (систем) противоракетной обороны СССР и России | Основные сведения и тактико-технические характеристики стратегических комплексов (систем) противоракетной обороны СССР и России | Основные сведения и тактико-технические характеристики стратегических комплексов (систем) противоракетной обороны СССР и России | Основные сведения и тактико-технические характеристики стратегических комплексов (систем) противоракетной обороны СССР и России | Основные сведения и тактико-технические характеристики стратегических комплексов (систем) противоракетной обороны СССР и России | Основные сведения и тактико-технические характеристики стратегических комплексов (систем) противоракетной обороны СССР и России | Основные сведения и тактико-технические характеристики стратегических комплексов (систем) противоракетной обороны СССР и России | Основные сведения и тактико-технические характеристики стратегических комплексов (систем) противоракетной обороны СССР и России | Основные сведения и тактико-технические характеристики стратегических комплексов (систем) противоракетной обороны СССР и России |
| Характеристики | Наименование комплекса (системы) ПРО                                                                                            | Наименование комплекса (системы) ПРО                                                                                            | Наименование комплекса (системы) ПРО                                                                                            | Наименование комплекса (системы) ПРО                                                                                            | Наименование комплекса (системы) ПРО                                                                                            | Наименование комплекса (системы) ПРО                                                                                            | Наименование комплекса (системы) ПРО                                                                                            | Наименование комплекса (системы) ПРО                                                                                            | Наименование комплекса (системы) ПРО                                                                                            | Наименование комплекса (системы) ПРО                                                                                            |
| Характеристики | «А» | «А-35» | «А-35Т» | «А-35М» | «С-225» | «С-375» | «А-135» | «А-135» | «А-235» | «А-235» |
| --- | --- | --- | --- | --- | --- | --- | --- | --- | --- | --- |
| Разработчик (изготовитель) | СКБ-30, МКБ «Факел» | ЦНПО «Вымпел», МКБ «Факел» | СКБ-30 | ЦНПО «Вымпел», МКБ «Факел» | ЦКБ «Алмаз» | ЦКБ «Алмаз» | ЦНПО «Вымпел», МКБ «Факел», ЕМКБ «Новатор»                                                                                      | ЦНПО «Вымпел», МКБ «Факел», ЕМКБ «Новатор»                                                                                      | ЦНПО «Вымпел» | ЦНПО «Вымпел» |
| Год(ы) окончания проекта | 1961—1963 | 1972—1974 | 1973 | 1978 | 1985 | 1991 | 1995 | 1995 | ?? | ?? |
| Принятие на вооружение | Нет | Да | Нет | Да | Нет | Нет | Да | Да | Н/д | Н/д |
| Тип ракеты | В-1000 | А-350Ж | А-350М | А-350Р | ПРС-1 / В-825 | ПРС-1 | 51Т6 типа А-350 | 53Т6 | 51Т6 мод. | 14Ц033 |
| Число ступеней | 2 | 2 | 2 | 2 | 2 | 2 | 2 | - | 2 | 2 |
| Тип двигателя (стартовый/маршевый) | РДТТ/ЖРД | РДТТ/ЖРД | РДТТ/ЖРД | РДТТ/ЖРД | РДТТ/РДТТ | РДТТ/РДТТ | РДТТ/ЖРД | РДТТ | РДТТ/ЖРД | ЖРД/ЖРД |
| Тип боевой части | о.-ф., ядерная | ядерная | ядерная | ядерная | ядерная | ядерная | ядерная | ядерная | ядерная | о.-ф., ядерная |
| Стартовая масса ракеты, т | — | 33 | — | 33 | — | — | 33 | 10 | — | 9,6 |
| Длина ракеты, м | 12,4—14,5 | 19,8 | — | 19,8 | — | — | 19,8 | 10,0 | — | — |
| Диаметр корпуса, м | 1,0 | 2,57 | — | 2,57 | — | — | 2,57 | 1,0 | — | — |
| Дальность действия, км | — | 350 | — | 350 | — | 500—1000 | 350 | 80 | 1000—1500 | 200—300 |
| Скорость полёта, м/с | 1000 | — | — | — | — | 2000—5000 | — | 3000 | — | — |
| Система наведения | радиокомандная | радиокомандная | радиокомандная | радиокомандная | радиокомандная | радиокомандная | радиокомандная | радиокомандная | радиокомандная | радиокомандная |
| Источник информации: Щит России: системы противоракетной обороны. — М.: Изд-во МГТУ им. Н. Э. Баумана, 2009. — С. 270. — 504 с. — ISBN 978-5-7038-3249-3. Примечание: Проекты А-35Т, С-225 и С-375 были прекращены на различных стадиях проведения опытно-конструкторских работ. Проект А-235 находится на стадии полигонных испытаний. | | | | | | | | | | |